# 白根級護衛艦
白根級護衛艦（しらね型護衛艦）是日本海上自衛隊在於1970年代所建造的一艘護衛艦艦級（用途與他國海軍的驱逐舰相同），該艦級的船身後段設有足夠容納與操作三架直升機的大型直升機庫與起降甲板，整體功能更勝之前的榛名級。白根級搭載有NEC製的OPS-12型3D雷達，是日本第一艘運用此類技術的軍艦。日本一共建造過兩艘白根級護衛艦，分別是1980年成軍的白根號與隔年成軍的鞍馬號。

## 同級艦

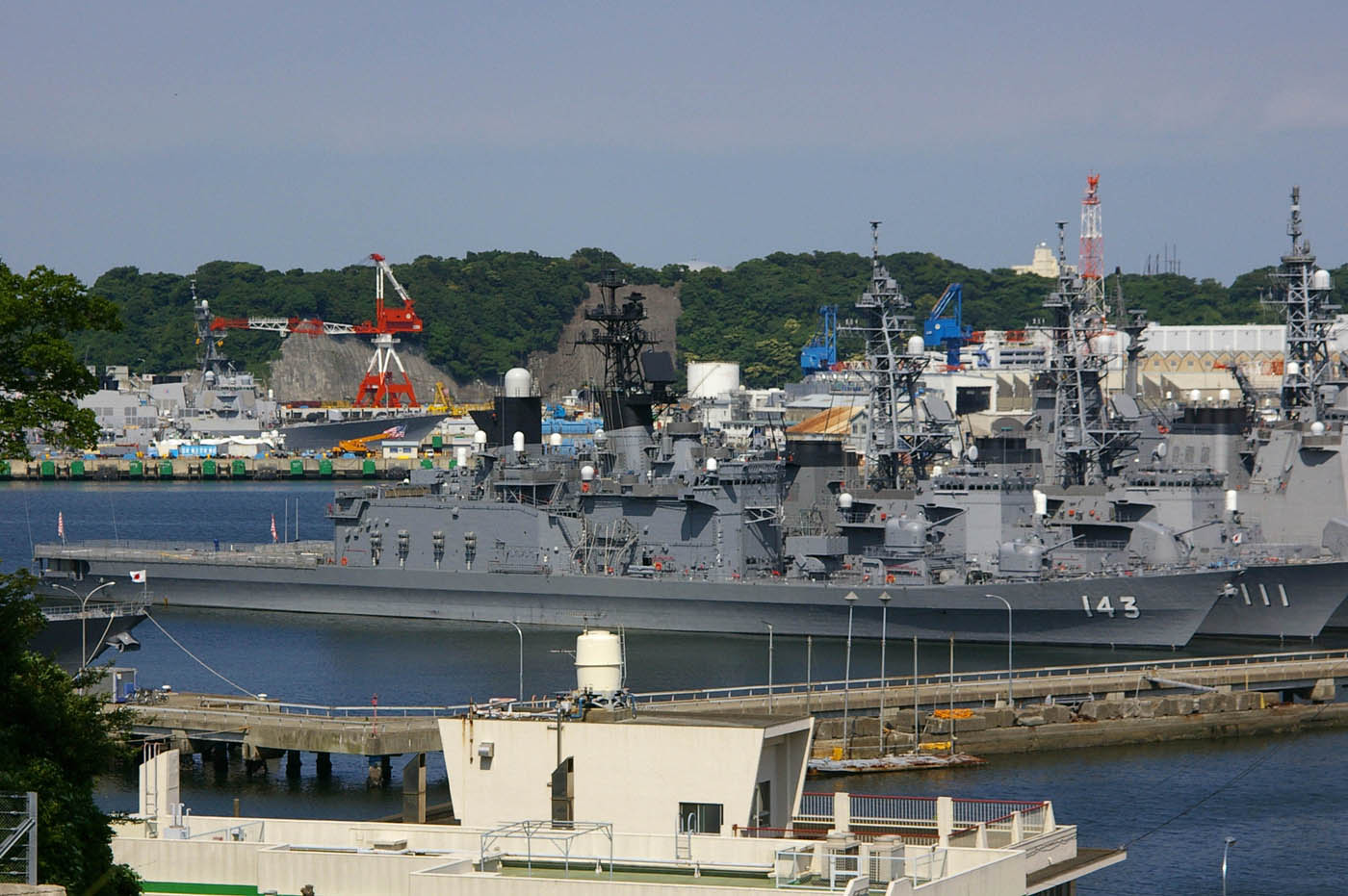
停泊於橫須賀港內的白根號

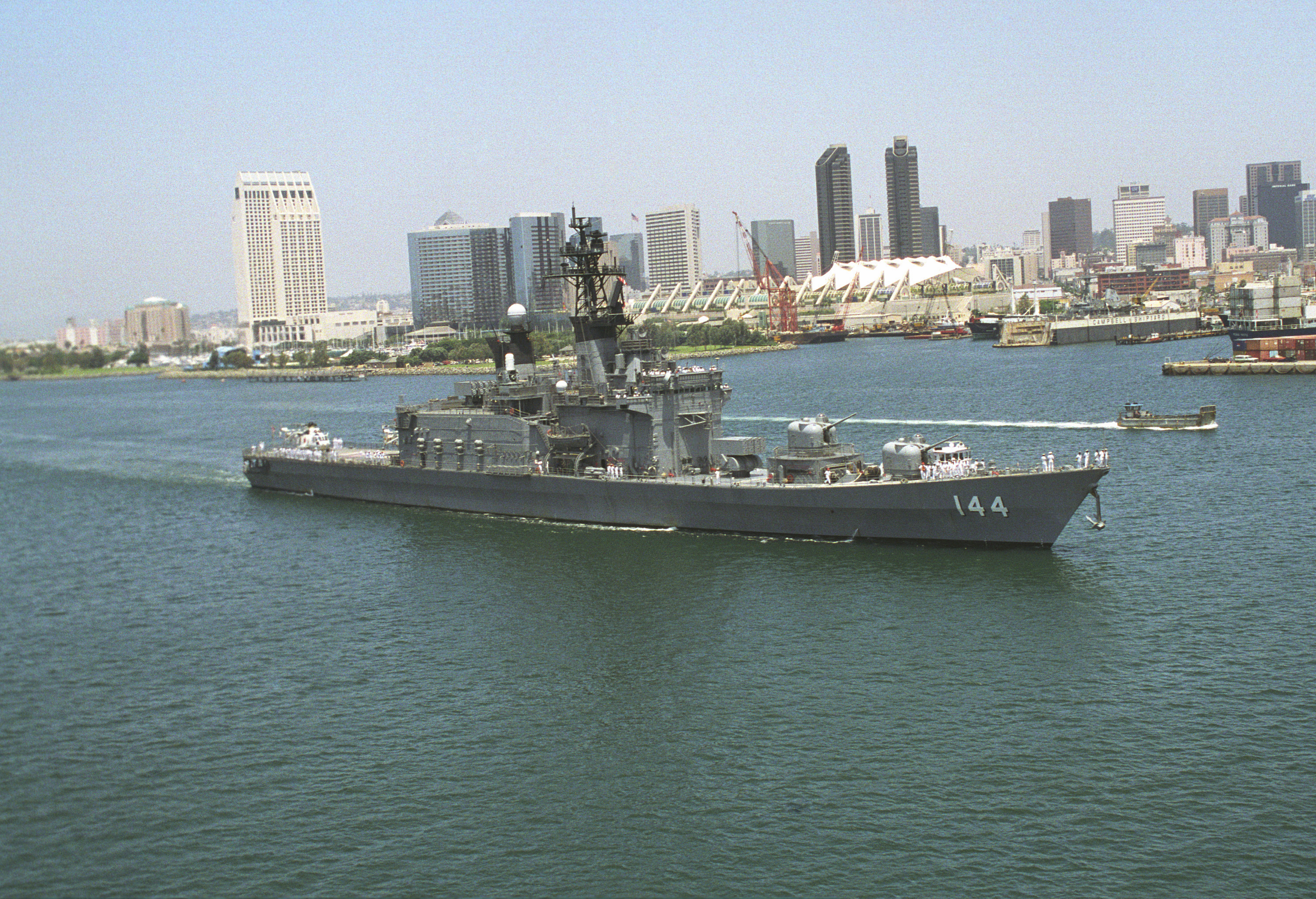
鞍馬號，1992年環太平洋演習（RIMPAC）期間攝在於美國的聖地牙哥港內。

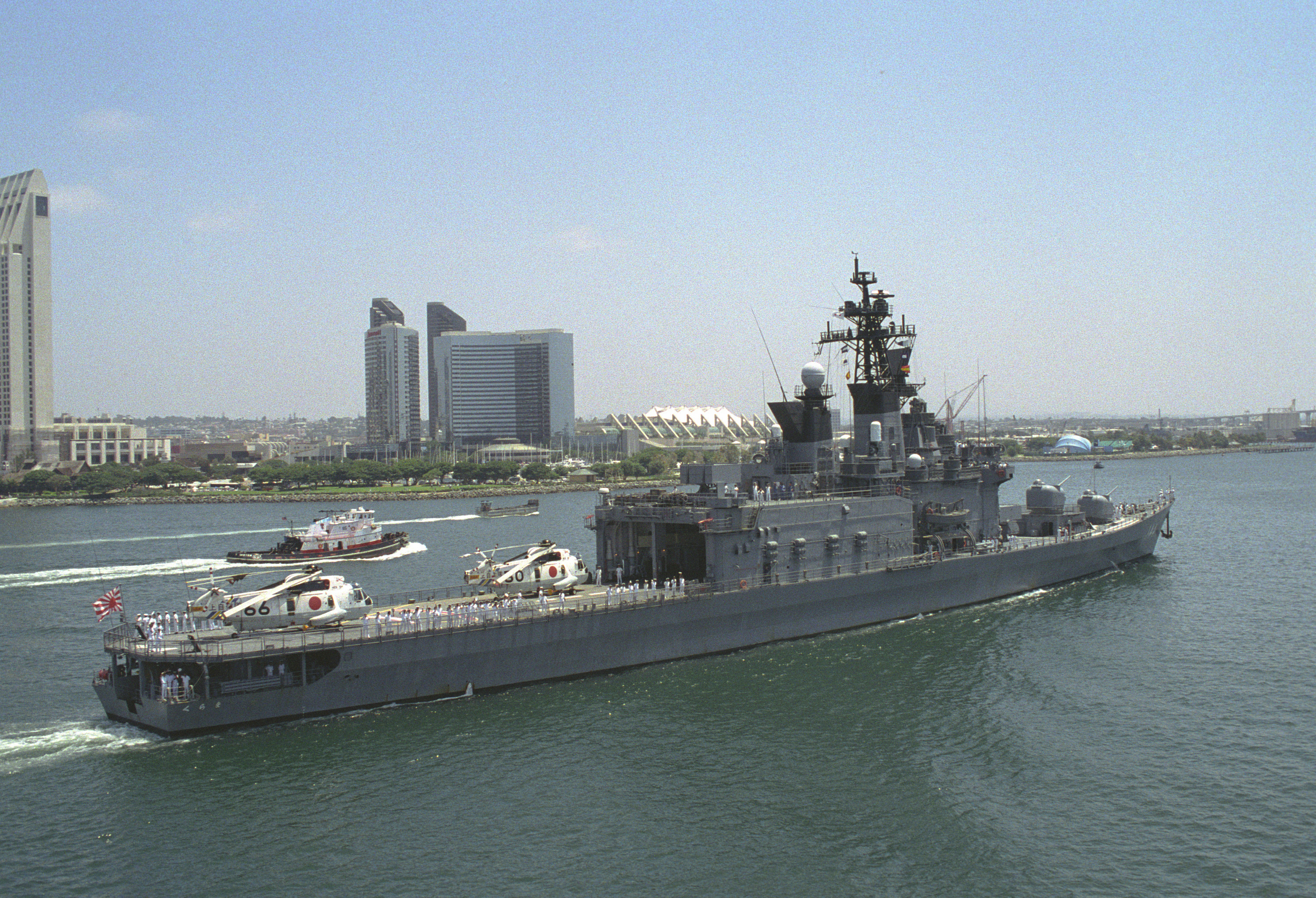
鞍馬號艦身後段的直升機甲板與停放其上的三菱HBB-2B「海王」直昇機。

DDH-143 白根（しらね；Shirane）
- 建造：石川島播磨重工業 東京第1工場
- 起工：1977年2月25日
- 下水：1978年9月18日
- 完工：1980年3月17日
- 退役：2015年3月25日
- 所屬：第3護衛隊群直轄艦 旗艦
- 艦名由來：白根山

DDH-144 鞍馬
（lang|ja|くらま}}；Kurama）
- 建造：石川島播磨重工業 東京第1工場
- 起工：1978年2月17日
- 下水：1979年9月20日
- 完工：1981年3月27日
- 退役：2017年3月22日
- 所屬：第2護衛隊群直轄艦
- 艦名由來：鞍馬山

## 事故
2007年白根號大火事故
2007年12月14日晚上10時20分（日本時間），白根號在橫須賀港內突然發生大火，至翌晨6時19分才完全撲滅。事後調查，火頭源於戰鬥指揮室內一個未經允許的中國製小型電冰箱過熱而引起，由於當時無人值班，未能及時發現，導致火勢蔓延。由於大火及撲救時使用海水的關係，艦上戰鬥指揮室及指揮通信系統全毀。經討論後於2009年4月決定將剛退役的榛名號的戰鬥指揮室移植到白根號上，並加強艦體結構以確保及延長使用年期。事故後所有日本自衛隊艦艇均安裝了火災警報装置。
2009年鞍馬號撞船事故
在2009年10月27日晚間將近7時，剛剛結束2009年度海自觀艦式活動的鞍馬號在返回佐世保基地的途中，於關門海峽（北九州與本州山口縣之間的海峽）的關門橋附近海域與一艘韓國貨櫃輪「船底座號」（Carina Star）相撞，導致鞍馬號艦首毀損並且起火燃燒，火勢在半個小時後撲滅，鞍馬號上總共有三人受到輕傷。而且隨後鞍馬號的修復工作由三菱重工長崎廠負責，從2010年2月初展開，6月完成，耗資約9億4000萬日圓。

## 外部連結
- GlobalSecurity.org; JMSDF DDH Shirane Class （页面存档备份，存于）